# Baleira
Baleira és un municipi de la província de Lugo a Galícia. Pertany a la Comarca da Fonsagrada.
| Evolució de la població de: Baleira - des de 1860 a 2004 - |        |        |        |        |        |        |        |        |        |        |        |        |
| 1860                                                       | 1900   | 1930   | 1940   | 1950   | 1960   | 1981   | 1991   | 1995   | 2001   | 2002   | 2003   | 2004   |
| 5.423.                                                     | 4.768. | 4.667. | 5.401. | 4.703. | 4.202. | 2.610. | 2.024. | 2.130. | 1.888. | 1.845. | 1.800. | 1.778. |
| Fonts: INE i IGE                                           |        |        |        |        |        |        |        |        |        |        |        |        |

## Parròquies
| - A Braña (San Miguel) - Córneas (Santiago) - Cubilledo (Santiago) - A Degolada (San Lourenzo) - A Esperela (San Pedro) - A Fontaneira (Santiago) | - Fonteo (Santa María) - A Lastra (San Xoán) - Librán (Santa Mariña) - Martín (Santiago) - Pousada (San Lourenzo) - Retizós (Santa María Madanela) |